# Open Worldwide Application Security Project
L'Open Worldwide Application Security Project (OWASP, in precedenza Open Web Application Security Project) è un progetto open-source che ha lo scopo di formulare linee guida, strumenti e metodologie per migliorare la sicurezza delle applicazioni informatiche. Fu avviato il 9 settembre 2001 da Mark Curphey, Dennis Groves e Jeremiah Grossman.
Nel 2004 fu istituita una fondazione no-profit che sostiene l'attività del progetto OWASP, che persegue l'obiettivo di aumentare la sicurezza delle applicazioni consentendo di prendere le decisioni in base ai rischi. In Europa è un'organizzazione no-profit registrata a partire da giugno 2011.

## Pubblicazioni e risorse
I progetti OWASP sono suddivisi nelle seguenti categorie:
Flagship Projects: questi progetti hanno dimostrato un valore strategico per OWASP e la sicurezza delle applicazioni nel loro insieme.
Lab Projects: i progetti di laboratori OWASP rappresentano progetti che hanno realizzato un prodotto di valore rivisto da OWASP.
Incubator Projects: i progetti di incubatori OWASP sono in una fase sperimentale in cui gli stessi sono ancora in fase di sviluppo, le idee sono ancora state dimostrate e lo sviluppo è ancora in corso.
Il progetto OWASP conta più di 140 materiali open source. Sono generalmente suddivisi in 3 categorie:
- Protezione delle applicazioni: si tratta di strumenti e documenti che possono essere usati per sviluppare software sempre più sicuro.
- Verifica della sicurezza: si tratta di strumenti e documenti che possono essere utilizzati per trovare le vulnerabilità nel codice o nel servizio.
- Ciclo di vita di sicurezza del software: Questi sono strumenti e documenti che possono essere utilizzati per aggiungere attività legate alla sicurezza nel ciclo di sviluppo del software (SDLC).
I più rilevanti progetti OWASP sono, al momento, i seguenti:
- OWASP Top Ten: la "Top Ten", pubblicata per la prima volta nel 2003, è riconosciuta a livello globale dagli sviluppatori come il primo passo verso una realizzazione del software più sicuro. Mira a sensibilizzare sulla sicurezza delle applicazioni identificando alcuni dei rischi più critici per le organizzazioni.[9] [10] [11] Numerosi sono gli standard, libri, strumenti e organizzazioni che fanno riferimento al progetto Top 10, tra cui MITRE, PCI DSS, [12]la Defense Information Systems Agency (DISA-STIG), la Federal Trade Commission (FTC) degli Stati Uniti,[13] e molti [quantificare] di più.
- OWASP Software Assurance Maturity Model : il progetto Software Assurance Maturity Model (SAMM) si impegna a costruire un framework utilizzabile per aiutare le organizzazioni a formulare e implementare una strategia per la sicurezza delle applicazioni che sia su misura per i rischi aziendali specifici dell'organizzazione.
- OWASP Building Guide : rappresenta la guida linea per lo sviluppo sicuro e fornisce una guida pratica mostrando esempi di codice J2EE, ASP.NET e PHP. La OWASP Building Guide copre una vasta gamma di problemi di sicurezza a livello di applicazione, dall'iniezione di SQL a problemi moderni come phishing, gestione delle carte di credito, conformità e problemi di privacy.
- OWASP Proactive Controls: la OWASP Top Ten Proactive Controls 2018 è un elenco di tecniche di sicurezza che dovrebbero essere inserite in ogni progetto di sviluppo software. Sono ordinati per ordine di importanza, con il controllo numero 1 il più importante. Questo documento è stato scritto dagli sviluppatori per gli sviluppatori per aiutare i nuovi a garantire lo sviluppo.
- OWASP Testing Guide : la Guida alla verifica di sicurezza di OWASP comprende un framework di test che gli utenti possono implementare nelle proprie organizzazioni e una guida di penetration test, più tecnica, che descrive la metodologia per sperimentare i più comuni problemi di sicurezza delle applicazioni Web e dei servizi Web. La versione 4 è stata pubblicata nel settembre 2014, con il contributo di 60 persone. La versione 4.1 è stata pubblicata ad Aprile 2020.
- OWASP Mobile Security Testing Guide: la guida vuole definire lo standard del settore per la sicurezza delle applicazioni mobili. La guida mostra la metodologia per eseguire i test coprendo i processi, le tecniche e gli strumenti utilizzati durante un test di sicurezza delle applicazioni mobili, nonché un set esaustivo di casi di test che consente ai tester di fornire risultati coerenti e completi.
- OWASP Code Review Guide : la guida alla revisione del codice è giunta, nel luglio 2017, alla versione 2.0.
- OWASP Application Security Verification Standard (ASVS) : uno standard per l'esecuzione di verifiche di sicurezza a livello di applicazione.
- OWASP ZAP : Zed Attack Proxy (ZAP) è uno strumento di test di penetrazione integrato facile da usare per la ricerca di vulnerabilità nelle applicazioni Web. È progettato per essere utilizzato da persone con una vasta gamma di esperienze di sicurezza, inclusi sviluppatori e tester funzionali che sono nuovi ai test di penetrazione.
- OWASP Webgoat : un'applicazione web volutamente insicura creata da OWASP come guida per pratiche di programmazione sicure. Una volta scaricata, l'applicazione viene fornita con un tutorial e una serie di diverse lezioni che istruiscono gli studenti su come sfruttare le vulnerabilità con l'intenzione di insegnare loro come scrivere codice in modo sicuro.
- Pipeline AppSec OWASP : il progetto Pipeline DevOps di Application Security (AppSec) è un luogo dove trovare le informazioni necessarie per aumentare la velocità e l'automazione di un programma di sicurezza delle applicazioni. Le pipeline di AppSec adottano i principi di DevOps e Lean e lo applicano a un programma di sicurezza delle applicazioni.